# Sociedade Real de Proteção às Aves
A Sociedade Real de Proteção às Aves ({{langx|en|Royal Society for the Protection of Birds; RSPB, na sigla em inglês) é uma organização de caridade registrada no Reino Unido. Foi fundada em 1889. Trabalha para promover a conservação e proteção das aves e do meio ambiente através de campanhas de conscientização pública, petições e através da operação de reservas naturais em todo o Reino Unido.
Entre 2019 2020, o RSPB teve uma receita de £112 milhões, com 2.000 funcionários, 12.000 voluntários e 1,1 milhão de membros (incluindo 195.000 membros jovens), tornando-se uma das maiores organizações de conservação da vida selvagem do mundo. O RSPB possui muitos grupos locais e mantém 200 reservas naturais.